# Camille Perrichon
Pour les articles homonymes, voir Perrichon.
Camille Perrichon, né le 8 février 1678 à Lyon et mort le 7 mai 1768 à Lyon, est un homme politique lyonnais et membre de l’Académie des sciences, belles-lettres et arts de Lyon.

## Biographie
En 1698, Camille Perrichon est nommé secrétaire de la commune et de l’hôtel dieu et greffier en chef de la conservation. Il est secrétaire de la ville de Lyon jusqu’en 1766. De 1730 à 1739, alors qu’il est conseiller d’état, Camille Perrichon devient prévôt des marchands. A cette même époque il est également commandant de la ville durant l’absence du Duc de Villeroy.
Bibliophile, Camille Perrichon constitue tout au long de sa vie une importante collection de manuscrit, à l'instar de son frère et de son neveu, qu'il vend aux enchères en 1762. 
En 1749, il aide Madame de Warens qui s'est lancée dans l'exploitation et la prospection minière et devient actionnaire des Mines de la Haute Maurienne. Il parvient par la suite à l'écarter de la direction de la mine et elle termine sa vie ruinée.

### Sociétés savantes
En 1713, il est l'un des fondateurs de l'Académie des Beaux-Arts de Lyon dite Société du concert. Le 31 décembre 1729, il convoque dans une salle de l’hôtel de ville une assemblée qui devient l’Académie des sciences, belles-lettres et arts de Lyon ; il en est nommé directeur en 1736.